# Idalus vitrea
Idalus vitrea là một loài bướm đêm thuộc phân họ Arctiinae, họ Erebidae.